# Джаш-Ленин
Джаш-Ленин (кирг. Жаш-Ленин) — село в Базар-Коргонском районе Джалал-Абадской области Кыргызстана. Входит в состав Сайдыкумского айылного аймака.

## География
Село расположено в юго-восточной части области, к югу от реки Кара-Ункюр, на расстоянии приблизительно 3 километров (по прямой) к юго-западу от города Базар-Коргон, административного центра района. Абсолютная высота — 662 метра над уровнем моря.

## Население
Согласно оценочным данным Национального статистического комитета Кыргызской Республики, численность населения села на начало 2023 года составляла 1480 человек.
| год     | 2009 | 2014 | 2015 | 2020 | 2021 | 2023 |
| ------- | ---- | ---- | ---- | ---- | ---- | ---- |
| человек | 1021 | 1048 | 1174 | 1415 | 1464 | 1480 |